# Schwarzschild (Band)
Schwarzschild ist eine deutsche Elektronik-Band aus dem Ruhrgebiet, die musikalisch dem Synthie- und Future-Pop sowie soziokulturell der schwarzen Szene zugerechnet wird.

## Bandgeschichte
Schwarzschild wurde im Frühjahr 2016 von Dino Serci und Peter Daams gegründet.
Anfang 2017 unterschrieben Schwarzschild beim Plattenlabel Echozone und veröffentlichten im März 2017 ihre digitale Debüt-Single Bis zum Ende der Zeit. Mit RADIUS folgte Ende Mai 2017 die Veröffentlichung des Debütalbums, anschließend veröffentlichte das Duo aus dem Ruhrgebiet mit Wir sind nicht Allein im Juli 2017 eine weitere Single-Auskopplung. Im Jahr 2018 erschien mit Seven erstmals eine englischsprachige Single, bevor 2019 eine neue EP folgte, aus der der Song Im Spiegel später im Jahr ausgekoppelt wurde, als die Band als Support von ALIENARE auf Tour ging.
Im Jahr 2021 veröffentlichte die Band mit Metrik ihr zweites Studioalbum, das auf Platz 3 der Deutschen Alternative Charts und Platz 1 der German Electronic Webcharts einstieg. Daraus folgte im Jahr 2022 die Single Dämon.

## Diskografie

### Alben
- 2017: Radius (Echozone)
- 2021: Metrik (Team H)

### EPs
- 2019: Pulsar (Echozone)

### Singles
- 2017: Bis zum Ende der Zeit (Echozone)
- 2017: Wir sind nicht Allein (Echozone)
- 2017: In meinem Blut (Echozone)
- 2018: Seven (iGrooveNext.com)
- 2019: Im Spiegel (Team H)
- 2020: Frei (Team H)
- 2020: Illuminate (feat. ALIENARE, AnnA Lux und Alphamay)
- 2020: Auf allen Wegen (Team H)
- 2021: Inferno (Radiosingle, Team H)
- 2022: Dämon (Team H)